# جولي باييت
جولي باييت (بالإنجليزية: Julie Payette)‏ ولدت في مونتريال عام 20 أكتوبر 1963 هي الحاكم العام التاسع والعشرون والحالي لكندا ورائِدة فضاء ومُهندسة كندية وقد شاركت برحلتين إلى الفضاء وهي STS-96 وSTS-127 التي استغرقت 25 يوم للوصول والعودة، وقد شغلت منصب رئيس رواد الفضاء الكنديون.
ومنذُ يوليو 2013، شغلت جولي باييت وظائف جديدة بمونتريال وهي الآن مُديرة لِمركز العلوم هناك.

## مسيرتها الدراسية
أتمت دراستها الابتدائية والثانوية في مونتريال، في كلية مونت سانت لويس. بعد ذلك وفي عام 1982 حصلت على شهادة البكالوريا الدولية في كلية العالم المتحد الأطلسية في ويلز، وفي عام 1986، نالت شهادة البكالوريوس العلمية في الهندسة الكهربائية من جامعة ماكجيل في مونتريال، وأخيرا في عام 1990 حصلت على شهادة الماجستير في هندسة الكمبيوتر في جامعة تورونتو.

## روابط خارجية
- جولي باييت على موقع الموسوعة البريطانية (الإنجليزية)
- جولي باييت على موقع مونزينجر (الألمانية)
- جولي باييت على موقع أوليمبيديا (الإنجليزية)